# ماکیان ایکس-۳

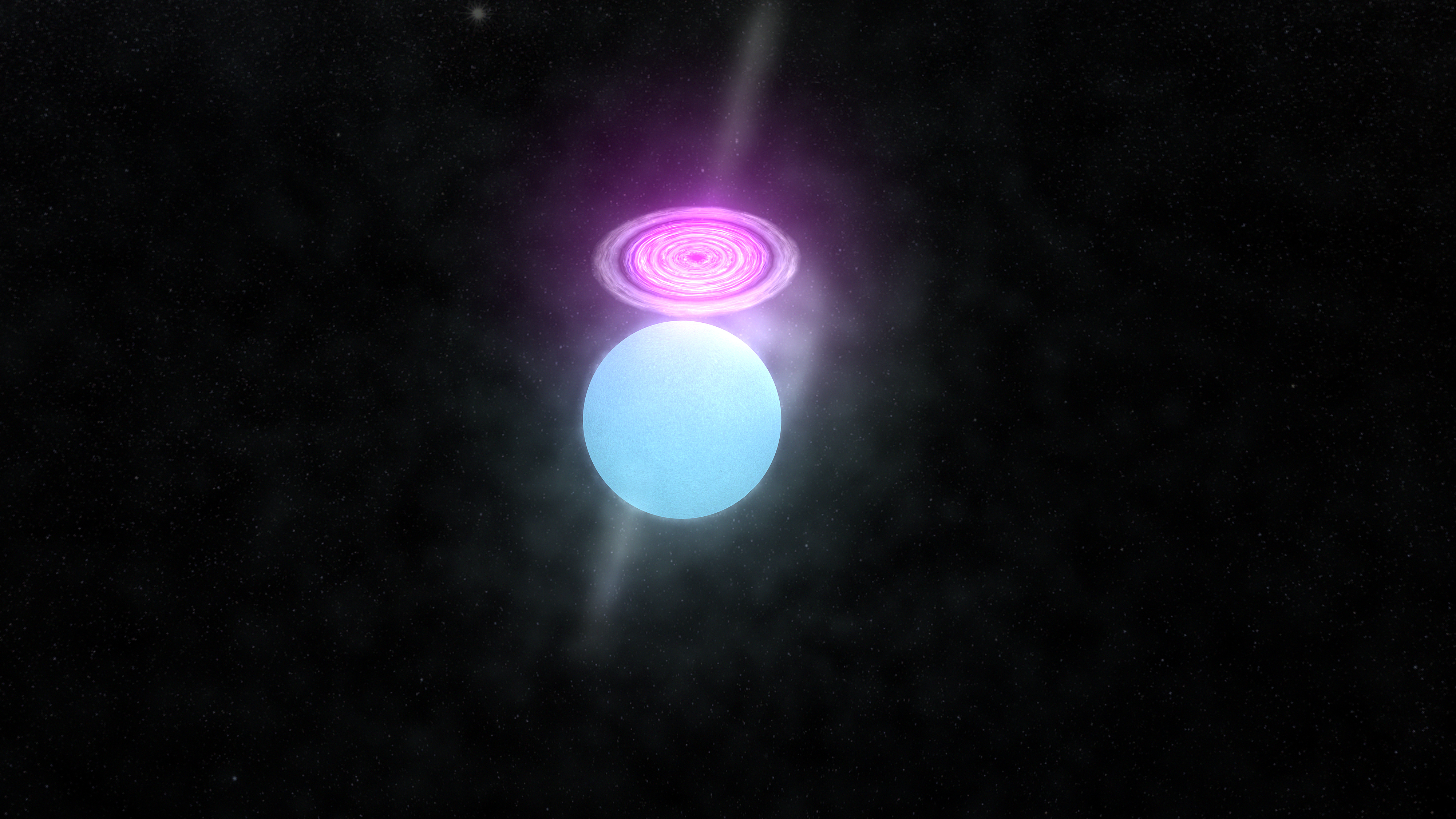
نمایی از ساختار (سیستم) ماکیان ایکس-۳

ماکیان ایکس-۳ یک ستاره است که در صورت فلکی ماکیان قرار دارد.